# Formule di Werner
In trigonometria, le formule di Werner permettono di trasformare prodotti di funzioni trigonometriche di due angoli in somme e differenze di funzioni trigonometriche. Prendono il nome dal matematico tedesco Johann Werner che le definì agli inizi del XVI secolo.  Le formule inverse delle formule di Werner si chiamano formule di prostaferesi.
Questa categoria di formule trigonometriche è raramente utilizzata nella risoluzione di equazioni trigonometriche, poiché, in genere, porta a una formulazione più complessa dell'espressione matematica.
Il valore di queste formule risiede, tuttavia, nel ruolo fondamentale che esse rivestono nell'algoritmo di prostaferesi che storicamente è stato uno degli strumenti che hanno permesso ad astronomi e naviganti di semplificare l'esecuzione manuale di moltiplicazioni.
Inoltre, le formule di Werner sono usate in radiotecnica per descrivere la formazione delle bande laterali nei segnali in modulazione di ampiezza.
È necessario aver presente, nel leggere testi in inglese, che l'evoluzione del linguaggio adottato dai matematici anglofoni ha portato a definire queste formule Prosthaphaeresis Formulas (traduzione letterale: Formule di prostaferesi) e a definire Werner Formulas (traduzione letterale: Formule di Werner) quelle che in italiano si indicano con il nome Formule di prostaferesi.

## Prima formula di Werner
{\displaystyle \sin \alpha \cos \beta ={\frac {1}{2}}\left[\sin(\alpha +\beta )+\sin(\alpha -\beta )\right]}

### Dimostrazione
Applicando le formule di addizione e sottrazione:
{\displaystyle {\frac {1}{2}}\left[\sin(\alpha +\beta )+\sin(\alpha -\beta )\right]={\frac {1}{2}}\left(\sin \alpha \cos \beta +\cos \alpha \sin \beta +\sin \alpha \cos \beta -\cos \alpha \sin \beta \right)=\sin \alpha \cos \beta }
Alternativamente, applicando la prima formula di prostaferesi al secondo termine dell'equazione si ottiene
{\displaystyle {\frac {1}{2}}\left[2\sin {\frac {(\alpha +\beta )+(\alpha -\beta )}{2}}\cos {\frac {(\alpha +\beta )-(\alpha -\beta )}{2}}\right]}
Da cui, semplificando, si ottiene il primo termine dell'equazione.

## Seconda formula di Werner
{\displaystyle \cos \alpha \cos \beta ={\frac {1}{2}}[\cos(\alpha +\beta )+\cos(\alpha -\beta )]}

### Dimostrazione
Applicando le formule di addizione e sottrazione:
{\displaystyle {\frac {1}{2}}[\cos(\alpha +\beta )+\cos(\alpha -\beta )]={\frac {1}{2}}[\cos \alpha \cos \beta -\sin \alpha \sin \beta +\cos \alpha \cos \beta +\sin \alpha \sin \beta ]=\cos \alpha \cos \beta }
Alternativamente, applicando la terza formula di prostaferesi al secondo termine dell'equazione si ottiene
{\displaystyle {\frac {1}{2}}\left[2\cos {\frac {(\alpha +\beta )+(\alpha -\beta )}{2}}\cos {\frac {(\alpha +\beta )-(\alpha -\beta )}{2}}\right]}
Da cui, semplificando, si ottiene il primo termine dell'equazione.

## Terza formula di Werner
{\displaystyle \sin \alpha \sin \beta ={\frac {1}{2}}[\cos(\alpha -\beta )-\cos(\alpha +\beta )]}
Se {\displaystyle \alpha =\beta } si ottiene la seguente identità: {\displaystyle \sin ^{2}(\alpha )={\frac {1}{2}}\left[1-\cos(2\alpha )\right]}

### Dimostrazione
Applicando le formule di addizione e sottrazione:
{\displaystyle {\frac {1}{2}}[\cos(\alpha -\beta )-\cos(\alpha +\beta )]={\frac {1}{2}}[\cos \alpha \cos \beta +\sin \alpha \sin \beta -\cos \alpha \cos \beta +\sin \alpha \sin \beta ]=\sin \alpha \sin \beta }
Alternativamente, applicando la quarta formula di prostaferesi al secondo termine dell'equazione si ottiene
{\displaystyle {\frac {1}{2}}\left[-2\sin {\frac {(\alpha -\beta )+(\alpha +\beta )}{2}}\sin {\frac {(\alpha -\beta )-(\alpha +\beta )}{2}}\right]}
Da cui, semplificando e utilizzando le relazioni che legano le funzioni trigonometriche di angoli opposti, si ottiene il primo termine dell'equazione.